# Útok (Star Trek: Stanice Deep Space Nine)
Útok (v anglickém originále The Siege) je v pořadí třetí epizoda druhé sezóny seriálu Star Trek: Stanice Deep Space Nine.

## Příběh
Komandér Benjamin Sisko oznamuje evakuaci stanice. Odejít mají civilisté a kdokoli další, kdo si odejít přeje. Posádka DS9 se rozhoduje zůstat a bojovat. Keiko O'Brienová ale přesvědčuje Milese, aby s ní odjel. Quark začne obchodovat s místy na lodích zajišťujících evakuaci, nakonec se ale stane obětí této akce a zůstává na stanici, když jeho bratr Rom jeho místo prodá. Li Nalas uklidňuje dav pasažérů, když počet prodaných lístků překročí počet míst na lodích.
Když na stanici dorazí bajorské oddíly, na stanici není ani památky po Federaci, ale generál Krim pojímá podezření. Bezpečnostní síť stanice je mimo provoz a není známo, kde se nachází posádka Federace, proto má Krim zato, že jsou stále na Deep Space Nine. Ministr Jaro nařídí Krimovi zajmout Li Nalase živého, protože je přesvědčen, že ho přemluví, aby se přidal ke Kruhu. Když dojde k sabotáži senzorů, Krimovo podezření se potvrdí, a dává prohledat stanici. Odo využívá svých schopností, aby pomohl posádce zůstat v úkrytu.
Jedna z lodí vysadí Dax a Kiru na bajorském měsíci, kde jsou z dob okupace ukryty malé stíhačky. Podaří se jim jednu zprovoznit a vzlétnout. Objeví je ale bajorská vzdušná hlídka a po krátkém boji je sestřelí.
Sisko a jeho lidé se úspěšně vyhýbají vojákům, dokud je Krimův zástupce, plukovník Day, neobjeví v Quarkově simulátoru. Je to však past a Sisko následně informuje vojáky o propojení Kruhu s Cardassiany. Propustí Daye, aby předal informaci Krimovi, ten mu ale místo toho oznámí, že Federace se snaží vzít Bajoranům kontrolu nad stanicí. Skenováním signálů komunikátoru zjistí, že se Sisko a jeho lidé ukrývají v průlezech vedení, a Odo je své přítele varuje, že vojáci chtějí vedení zaplavit smrtícím plynem. Část posádky proto odláká vojáky, zatímco Li a Sisko zajmou Krima a snaží se vysvětlit mu situaci.
I když byla Kira při sestřelení zraněna, Dax se podaří ji dopravit do Bareilova kláštera. Poté se převléknou za vedeky, aby získaly přístup do Rady ministrů. Když tam dorazí, Jaro se snaží nechat Kiru vyvést. Ona ho ale konfrontuje se zjištěním o účasti Cardassianů, zejména o jejich dodávkách zbraní. Poté, co uslyší tuto informaci, požaduje vedek Winn prošetření těchto informací. Jaro prohlásí, že bude při vyšetřování spolupracovat.
Když se Krim dozví o zapojení Cardassianů, předá kontrolu stanice zpět Siskovi. Plukovník Day se pokusí zabít Siska, ale Li Nalas ho zakryje svým tělem, je zasažen výstřelem a umírá.
O'Brien je zmaten tím, jak Bajorané oslavují Li Nalase jako někoho, kým nebyl. Sisko mu odpoví, že Li byl hrdina odboje a jako takového si ho bude pamatovat.

## Zajímavosti
- Epizoda je posledním dílem třídílného příběhu tvořeného ještě předcházejícími epizodami „Návrat domů“ a „Kruh“.
- Dax zmíní svého druhého hostitele Tobina s tím, že byl vynikající inženýr.
- Stíhačka Kiry a lodě pronásledovatelů byly využity také v epizodě „Preventivní úder“ seriálu Star Trek: Nová generace.